# جيريمي ويلزي
جيريمي ويلزي هو لاعب هوكي الجليد كندي، ولد في 30 أبريل 1988 في Bayfield, Ontario ‏ في كندا.

## وصلات خارجية
- جيريمي ويلزي على موقع دوري الهوكي الوطني (الإنجليزية)
- جيريمي ويلزي على موقع EliteProspects.com (الإنجليزية)
- جيريمي ويلزي على موقع Eurohockey.com (الإنجليزية)
- جيريمي ويلزي على موقع HockeyDB.com (الإنجليزية)
- جيريمي ويلزي على موقع Hockey-Reference.com (الإنجليزية)